# Maurice Goldhaber
Maurice Goldhaber (ur. 18 kwietnia 1911 we Lwowie, zm. 11 maja 2011 w East Setauket, stan Nowy Jork) – amerykański fizyk.

## Życiorys
W roku 1957 (razem z Lee Grodzins i Andrew Sunyar) udowodnił, że neutrino posiada ujemną skrętność. 
W 1991 otrzymał Nagrodę Wolfa w dziedzinie fizyki. Laureat Nagrody Enrica Fermiego.